# Everlasting Love
Everlasting Love (в переводе с англ. — «Бесконечная любовь») — песня, написанная Баззом Кейсоном и Маком Гейденом, став хитом 1967 года для Роберта Найта, впоследствии была записана многими другими артистами, особенно успешно Сандрой (сингл 1987 года), также группой Love Affair (хит № 1 1968 года в Великобритании) и Карлом Карлтоном (6-е место Billboard Hot 100 в 1974 году).

## Другие версии
- U2 (1989 — сторона «Б» сингла «All I Want Is You[англ.]»): США Modern Rock № 11, Австралия № 2 (двухсторонний сингл с All I Want Is You), Бельгия № 22, Нидерланды № 10, Польша № 4